# I tuoi maledettissimi impegni
I tuoi maledettissimi impegni è un brano musicale di Max Gazzè, secondo singolo estratto dal suo ottavo album, Sotto casa.

## Il brano
Il brano entra in rotazione radiofonica il 7 giugno 2013 ma è stato presentato per la prima volta nella prima serata del Festival di Sanremo 2013 il 12 febbraio 2013.
Parla in chiave ironica dell'alienazione dell'uomo moderno, dell'impossibilità di vivere il rapporto di coppia a causa dei propri impegni.

## Il video

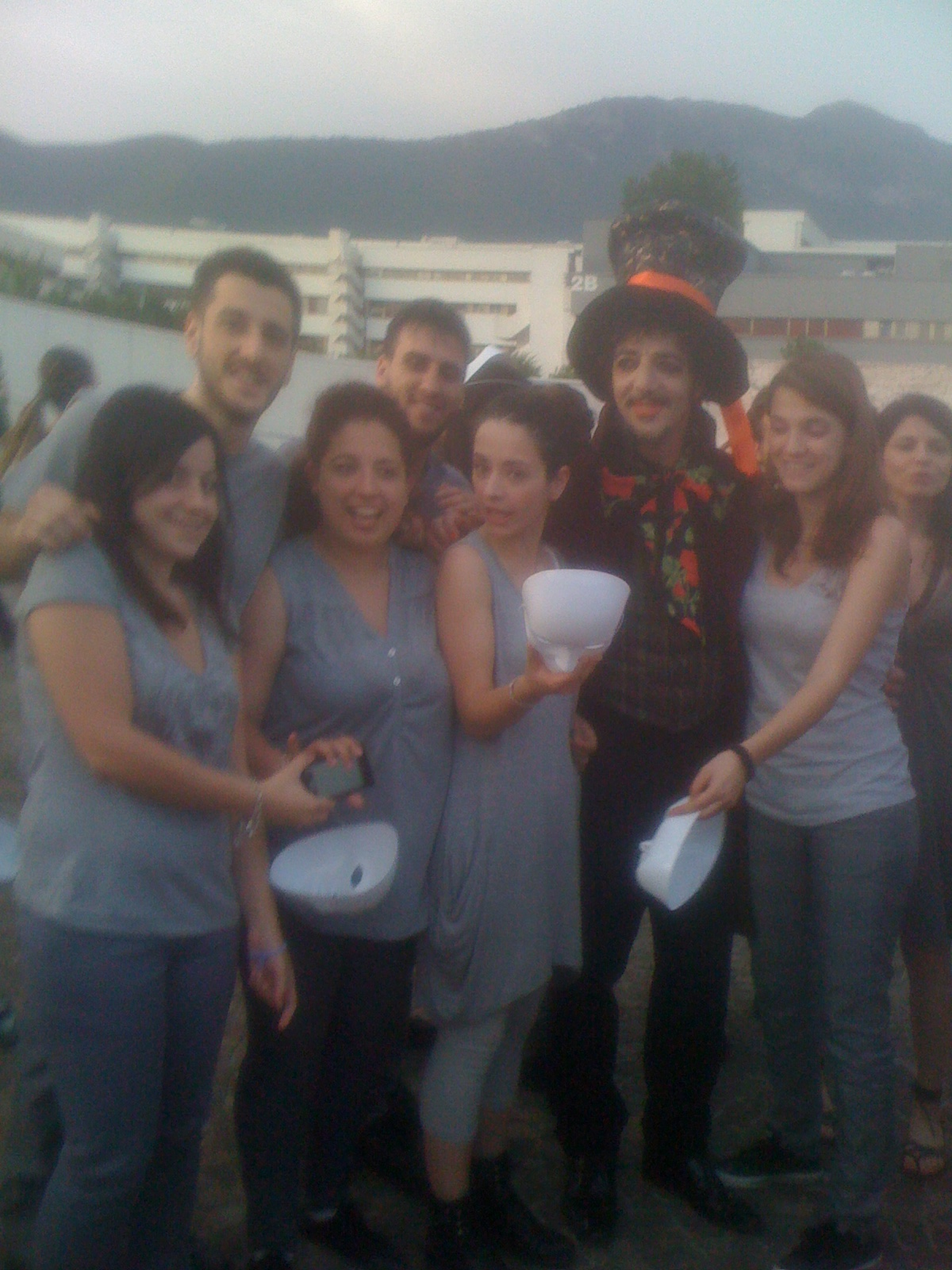
Max Gazzè al campus di Fisciano durante le riprese del video

Nel videoclip girato a Fisciano nella Biblioteca del polo scientifico e tecnologico dell'Università di Salerno, che presenta numerosi richiami a quello di Another Brick in the Wall dei Pink Floyd, Max Gazzè veste i panni di un moderno cappellaio matto.
La regia è di Duccio Forzano e vede la partecipazione di Roberta Mastromichele.
È stato pubblicato il 7 luglio 2013 sul canale VEVO del cantante.

## Successo commerciale
Il singolo ottiene un buon successo commerciale, diventando uno dei brani più trasmessi dalle radio italiane nel corso dell'estate e posizionandosi ottantatreesimo nella classifica radiofonica di fine 2013.

## Classifiche
| Classifica (2013) | Posizione massima |
| ----------------- | ----------------- |
| Italia            | 10                |